# شبام
شِبَام (بكسر الشين) هي بلدة أثرية ومركز مديرية شِبام في محافظة حضرموت في شرق اليمن. تشكل المدينة المسوّرة التي تعود إلى القرن السادس عشر أحد أقدم النماذج وأفضلها للتنظيم المدني الدقيق المرتكز على مبدأ البناء العمودي. وتعود تسميتها «بمانهاتن الصحراء» إلى مبانيها البرجية الشاهقة المنبثقة من الطين، يبلغ تعداد سكانها 16094 نسمة حسب الإحصاء الذي جرى عام 2004.
في 2 يوليو 2015 أضافت اليونسكو مدينة صنعاء القديمة وشبام على قائمة مواقع التراث العالمي المعرضة للخطر.

## التاريخ
وُصفت مدينة شِبَام المسورة التي تعود للقرن السادس عشر بأنها "مانهاتن" أو "شيكاغو" الصحراء، ترتفع المدينة من حافة جرف وادي حضرموت وتضم مجموعة من الأبراج الشاهقة المبنية من الطوب المجفف بالشمس. تقع المدينة في محطة توقف مهمة للقوافل على طريق التوابل والبخور عبر الهضبة العربية الجنوبية، وقد بنيت مساكنها التي يصل ارتفاعها إلى سبعة طوابق على مخطط شبكي محصن مستطيل الشكل من الشوارع والميادين.
بنيت المدينة على نتوء صخري يرتفع عدة مئات من الأمتار فوق قاع الوادي، وحلت محل مستوطنة سابقة دمرت جزئيًا بسبب فيضان هائل في 1532-1533. يعود تاريخ مسجد المدينة إلى القرنين التاسع والعاشر والقلعة من القرن الثالث عشر، لكن أول استيطان بشري فيها كان في فترة ما قبل الإسلام.
أصبحت المدينة عاصمة لمملكة حضرموت بعد تدمير العاصمة السابقة شبوة عام 300 بعد الميلاد والتي كانت تقع إلى الغرب على طول الوادي. في أواخر القرن التاسع عشر أعاد التجار العائدون من آسيا إحياء المدينة المسورة، ومنذ ذلك الحين توسعت إلى الضفة الجنوبية للوادي لتضم ضاحية جديدة.
في العصر الحديث ساهمت عدة عوامل في تدهور المدينة، كالتخلي عن نظام إدارة الفيضانات الزراعي القديم في الوادي، والضغط الزائد على أنظمة الصرف الصحي التقليدية من خلال إدخال إمدادات المياه الحديثة إلى جانب عدم كفاية الصرف، إلى جانب التغييرات في إدارة الثروة الحيوانية.
يعكس التصميم الكثيف لشبام المحاط بمنازل مرتفعة متجاورة داخل الأسوار الخارجية استجابة حضرية للحاجة إلى الملجأ والحماية من قبل العائلات المتنافسة، فضلاً عن مكانتها الاقتصادية والسياسية، لذا تعد مدينة شبام القديمة المحاطة بأسوار وموقعها في وادي حضرموت نموذجًا بارزًا للاستيطان البشري واستخدام الأراضي وتخطيط المدن. تعتبر الهندسة المعمارية المحلية لشبام، بما في ذلك تأثيرها المرئي الناشئ من السهل الفيضي للوادي والتصميم الوظيفي والمواد وتقنيات البناء، تصميما مميزا في الثقافة التقليدية العربية والإسلامية ولكنه ضعيف للغاية.
تشكل المناظر الطبيعية المحيطة بالأراضي المروية بكميات كبيرة والتي كانت ولا تزال تستخدم في الزراعة نظامًا اقتصاديًا متكاملًا يشمل الزراعة الفيضية واستخدام الطين لبناء المباني التي لا توجد في أي مكان آخر في المنطقة.

## الجغرافيا
تقع مدينة شِبام في الجمهورية اليمنية في محافظة حضرموت وتعد في قلب المحافظة حيث تقع بين مدينة سيئون ومدينة القطن، وتبعد عن العاصمة صنعاء قرابة 990 كم، وعن عاصمة محافظة حضرموت المكلا 350 كيلومتر، وهي على بعد 21.5 كيلومتر عن مدينة سيئون، مركز وادي حضرموت.

### الطقس
الصيف في شبام طويل وحار وجاف وغائم جزئيا، والشتاء قصير ومريح وجاف وصافي في الغالب. على مدار العام، تتراوح درجة الحرارة عادةً من 12 درجة مئوية إلى 39 درجة مئوية ونادراً ما تقل عن 8 درجات مئوية أو أعلى من 40 درجة مئوية.
| البيانات المناخية لـشبام          | البيانات المناخية لـشبام | البيانات المناخية لـشبام | البيانات المناخية لـشبام | البيانات المناخية لـشبام | البيانات المناخية لـشبام | البيانات المناخية لـشبام | البيانات المناخية لـشبام | البيانات المناخية لـشبام | البيانات المناخية لـشبام | البيانات المناخية لـشبام | البيانات المناخية لـشبام | البيانات المناخية لـشبام | البيانات المناخية لـشبام |
| الشهر                             | يناير                    | فبراير                   | مارس                     | أبريل                    | مايو                     | يونيو                    | يوليو                    | أغسطس                    | سبتمبر                   | أكتوبر                   | نوفمبر                   | ديسمبر                   | المعدل السنوي            |
| --------------------------------- | ------------------------ | ------------------------ | ------------------------ | ------------------------ | ------------------------ | ------------------------ | ------------------------ | ------------------------ | ------------------------ | ------------------------ | ------------------------ | ------------------------ | ------------------------ |
| متوسط درجة الحرارة الكبرى °م (°ف) | 24.0 (75.2)              | 25.3 (77.5)              | 27.4 (81.3)              | 29.5 (85.1)              | 31.8 (89.2)              | 33.4 (92.1)              | 32.5 (90.5)              | 31.8 (89.2)              | 30.8 (87.4)              | 29.0 (84.2)              | 26.7 (80.1)              | 25.3 (77.5)              | 29.0 (84.1)              |
| المتوسط اليومي °م (°ف)            | 18.6 (65.5)              | 19.9 (67.8)              | 22.1 (71.8)              | 24.3 (75.7)              | 26.7 (80.1)              | 28.0 (82.4)              | 27.5 (81.5)              | 26.9 (80.4)              | 26.0 (78.8)              | 23.3 (73.9)              | 20.8 (69.4)              | 19.8 (67.6)              | 23.7 (74.6)              |
| متوسط درجة الحرارة الصغرى °م (°ف) | 13.3 (55.9)              | 14.6 (58.3)              | 16.9 (62.4)              | 19.2 (66.6)              | 21.7 (71.1)              | 22.7 (72.9)              | 22.6 (72.7)              | 22.1 (71.8)              | 21.3 (70.3)              | 17.6 (63.7)              | 14.9 (58.8)              | 14.3 (57.7)              | 18.4 (65.2)              |
| الهطول مم (إنش)                   | 8 (0.3)                  | 5 (0.2)                  | 17 (0.7)                 | 10 (0.4)                 | 3 (0.1)                  | 0 (0)                    | 3 (0.1)                  | 4 (0.2)                  | 1 (0.0)                  | 0 (0)                    | 5 (0.2)                  | 8 (0.3)                  | 64 (2.5)                 |
| المصدر: Climate-Data.org          |                          |                          |                          |                          |                          |                          |                          |                          |                          |                          |                          |                          |                          |

### معرض صور

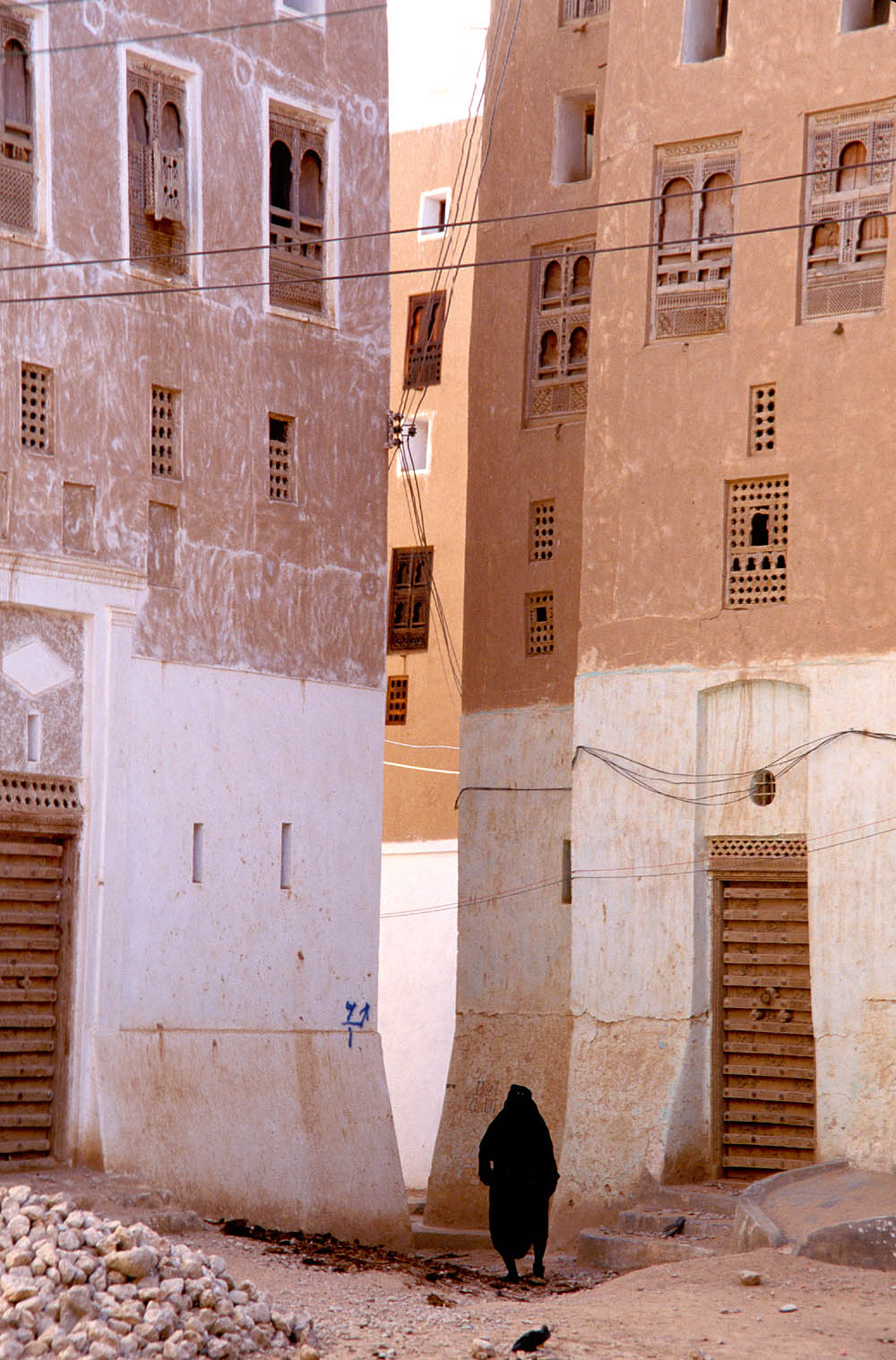
المباني في بلدة شبام، تتميز بأبوابها ونوافذها التقليدية
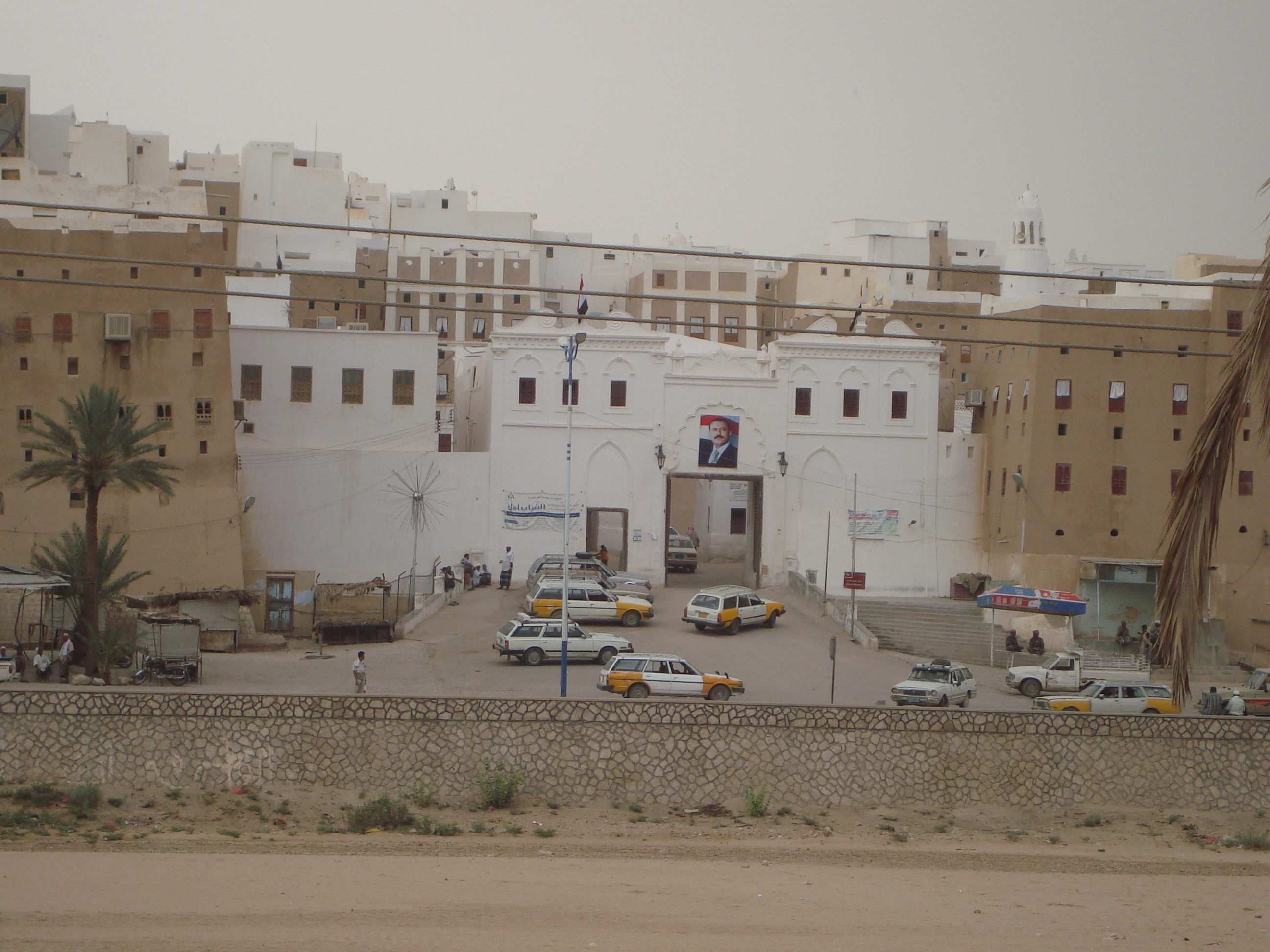
بوابة المدينة
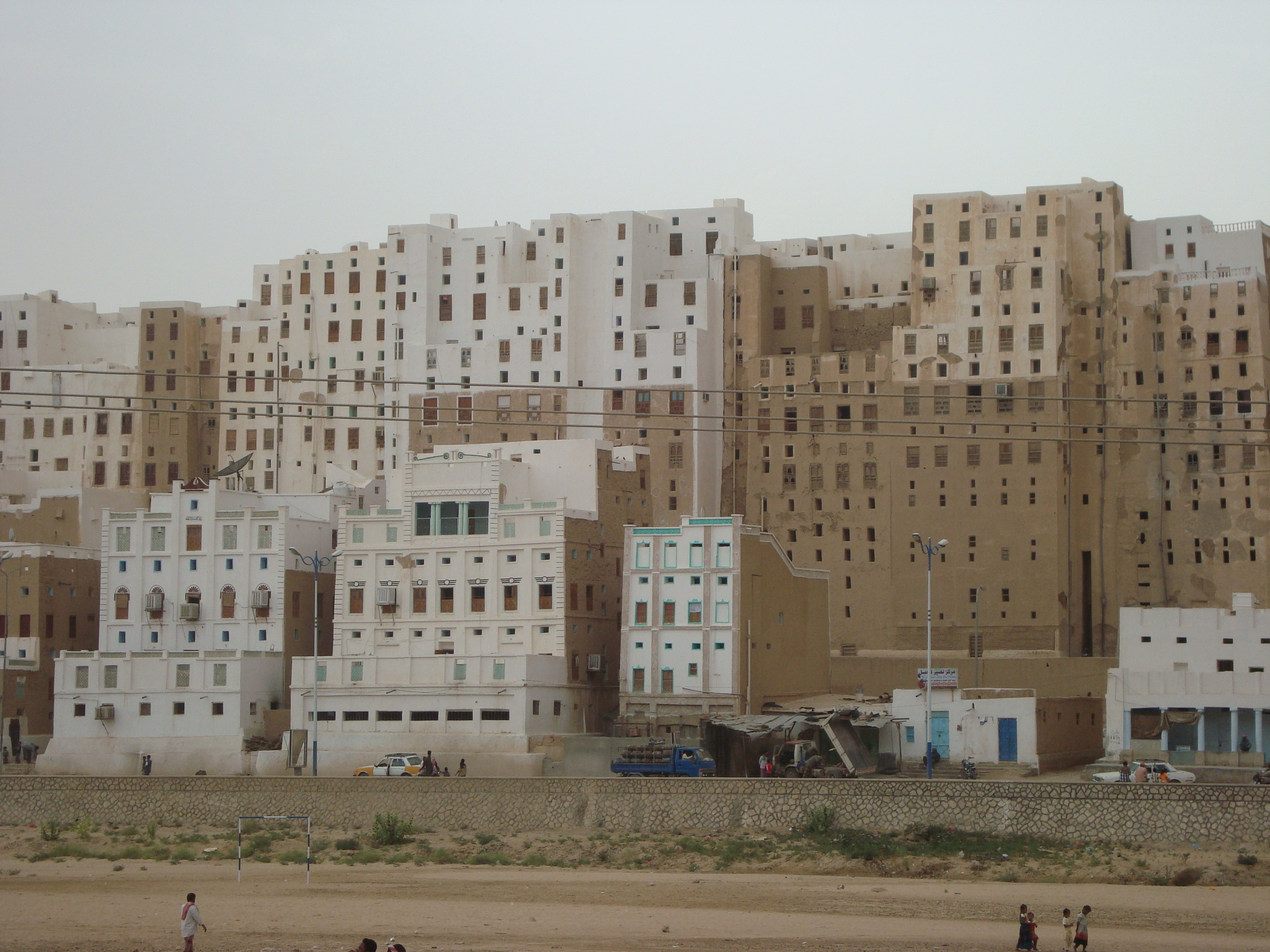
منظر لبعض ناطحات السحاب

## وصلات خارجية
- World Heritage Site
- Ministry of Information of Yemen
- Travel Adventures